# Original Tiroler Echo
 (juin 2018).
Original Tiroler Echo est un groupe de volkstümliche Musik, originaire du Tyrol.

## Discographie
Albums
- 1988 : An Tanz mit dir
- 1990 : Die Sterne am Himmel
- 1990 : I schick dir a Busserl
- 1993 : Wenn die Sonn vom Himmel lacht
- 1995 : Nimm dir Zeit für'd Musig
- 1998 : 20 Jahre - 20 Hits
- 2000 : Mander es isch Zeit
- 2002 : Immer noch guat drauf
- 2002 : Die schönste Zeit ist Weihnacht mit dem Tiroler Echo
- 2003 : Ich lieb’ die Sterne
- 2004 : Almkinder
- 2007 : A bärige Musig
- 2010 : Ich zieh’ mit den Wolken
- 2013 : Du bist mei Schatzerl
- 2018 : Ein Gruß aus de Bergen

## Source de la traduction
- (de) Cet article est partiellement ou en totalité issu de l’article de Wikipédia en allemand intitulé « Original Tiroler Echo » (voir la liste des auteurs).